# واين هوغ
واين هوغ (بالإنجليزية: Wayne Hogg)‏ هو لاعب بولينغ بريطاني، ولد في 24 سبتمبر 1980.

## روابط خارجية
- واين هوغ على موقع اتحاد ألعاب الكومنولث (مؤرشف) (الإنجليزية)